# Шерлок Холмс (фильм, 1916)
«Шерлок Холмс» (англ. Sherlock Holmes) — американский немой фильм 1916 года, поставленный режиссёром Артуром Бертелетом. Снят в Чикаго, выпущен Essanay Studios. Премьера состоялась 15 мая 1916 года.
Это один из ранних фильмов о Шерлоке Холмсе. В главной роли театральный актёр Уильям Джиллетт, прославившийся воплощением образа знаменитого сыщика на театральных подмостках. Это единственное появление Джиллетта на киноэкране. В основу сюжета фильма легли рассказы Артура Конана Дойла «Скандал в Богемии», «Последнее дело Холмса», «Медные буки», а также повесть «Этюд в багровых тонах». Фильм является адаптацией одноимённой четырёхактной театральной пьесы 1899 года Уильяма Джиллетта, чьи постановки привнесли новые детали в образ Холмса, повлияли на его восприятие в культуре.

## Обнаружение фильма
Фильм долго считался утраченным. 1 октября 2014 года San Francisco Silent Film Festival и Французская синематека сообщили, что семь катушек плёнки с копией фильма общей продолжительностью 90 минут были обнаружены в киноархиве Французской синематеки в 2014 году. Фильм был отреставрирован и в январе 2015 года показан на фестивале восстановленных фильмов Toute la Mémoire du Monde, затем в мае 2015 года его показали на фестивале немого кино в Сан-Франциско.